# Ein Haus voll Glorie schauet

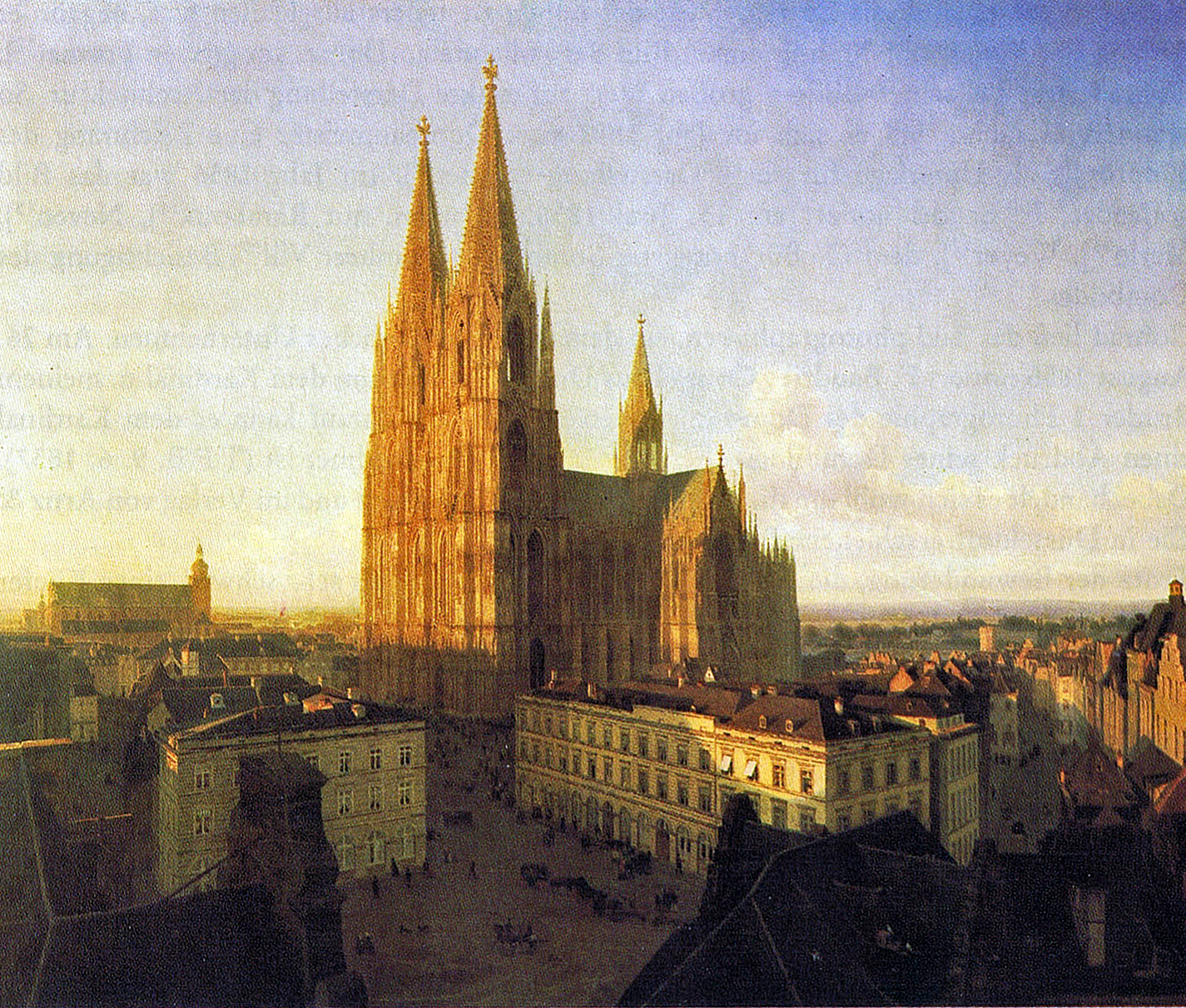
Idealbild des 1842–1880 vollendeten Kölner Doms (Carl Emanuel Conrad, 1856)

Ein Haus voll Glorie schauet ist eines der meistgesungenen deutschsprachigen katholischen Kirchenlieder. Am Kirchweihtag und bei anderen festlichen Anlässen der Gemeinden erklingt es regelmäßig. Den Originaltext und die Melodie schrieb Joseph Hermann Mohr 1875. Die heute im Gotteslob (Nr. 478) und im Eingestimmt (alt-kath.) enthaltenen Strophen 2–5 verfasste Hans W. Marx 1972/75.

## Entstehung und Rezeption
Der Rheinländer Joseph Hermann Mohr setzte sich zeitlebens literarisch und pastoral für die Bereicherung und Vertiefung des katholischen Gemeindegesangs ein. Für die heilige Messe, namentlich für das Hochamt, war seine Zielvorstellung der lateinische Gesang nach dem Vorbild des gregorianischen Chorals. Für die liturgischen Nebenformen und die Volksandacht schätzte er aber auch das deutsche Lied hoch und schrieb ihm starke Wirkungen für das Glaubensleben zu, sofern es einem ästhetischen und inhaltlichen Mindeststandard genügte. Unter seinen eigenen Schöpfungen für diese Gattung wurde Ein Haus voll Glorie die populärste.
Das Lied entstand wohl 1875 und ist 1876 erstmals publiziert. Zu dieser Zeit hielt sich der Jesuit Mohr infolge des Bismarckschen Kulturkampfs und des Jesuitengesetzes im Ausland auf. Ein Haus voll Glorie ist vor diesem Hintergrund als Bekenntnis- und Prozessionslied konzipiert, das die katholische Identität stärken und nach außen wahrnehmbar machen sollte. Es formuliert in kräftigen Bildern das in den Jahrzehnten nach dem Zusammenbruch der alten Reichskirche 1803 entwickelte neue Selbstbewusstsein der katholischen Kirche, das in den dogmatischen Definitionen des Ersten Vatikanischen Konzils 1870 seinen Höhepunkt fand.
Die Wirkung des Liedes beruht zu großen Teilen auf seiner hymnischen Melodie, insbesondere auf der Steigerung im (ursprünglichen) Kehrvers „Gott, wir loben dich, Gott, wir preisen dich. O lass im Hause dein uns all geborgen sein“. Der ruhige Viervierteltakt und die vorwärts und aufwärts drängenden Intervallschritte bilden sinnfällig das Schreiten einer Prozession ab.
In der Zeit des Nationalsozialismus bestand eine textliche Parallele zwischen Mohrs Strophe 6, die von den Märtyrern und der ecclesia militans handelt, und der ersten Strophe des Horst-Wessel-Lieds, insbesondere in der Formulierung von den fest geschlossenen Reihen. Bei den immer seltener möglichen öffentlichen kirchlichen Feiern bekam Ein Haus voll Glorie dadurch zusätzliche Brisanz.
Nach dem Zweiten Vatikanischen Konzil wurden viele der Formulierungen im Lied, das man auch „eine Art Nationalhymne des neuen Gottesvolkes“ nennen könnte, als überholt angesehen. Anstelle einer exklusivistischen Ekklesiologie sollten die Zuwendung zur Welt und die prinzipielle Unfertigkeit des „wandernden Gottesvolks“ betont werden. Diesem Anliegen entsprachen eher die für das Gotteslob von 1975 von Friedrich Dörr unter dem Pseudonym „Hans W. Marx“ geschaffenen heutigen Strophen 3–5. Die gleichzeitig entstandene heutige zweite Strophe hält demgegenüber an einem Kirchenbild fest, das die Institution als göttliche Einrichtung („auf Zion hoch gegründet“) mit dem Verkündigungsauftrag von Gottes Wort als „Zeugen in der Welt“ versteht.

## Originaltext (1875)

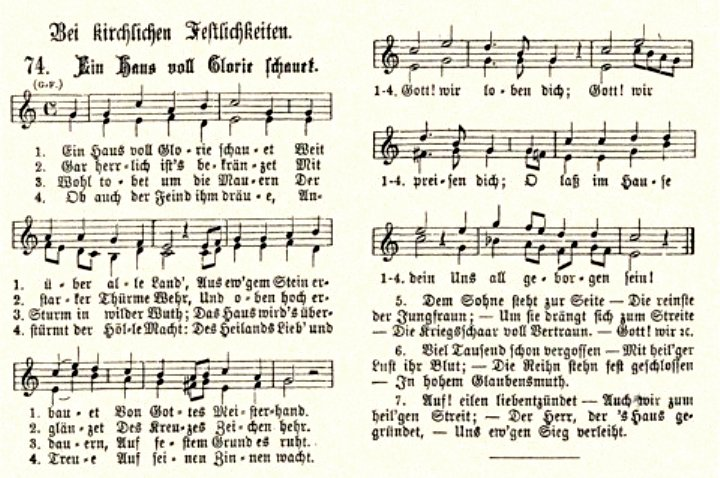
Ein Haus voll Glorie in Mohrs Gesang- und Gebetbuch Cantate, 1883

Ein Haus voll Glorie schauet

Weit über alle Land’,

Aus ew’gem Stein erbauet

Von Gottes Meisterhand.

Gott! wir loben dich;

Gott! wir preisen dich;

O laß im Hause dein

Uns all geborgen sein!

Gar herrlich ist’s bekränzet

Mit starker Thürme Wehr,

Und oben hoch erglänzet

Des Kreuzes Zeichen hehr.

Gott! wir loben dich…

Wohl tobet um die Mauern

Der Sturm in wilder Wuth;

Das Haus wird’s überdauern,

Auf festem Grund es ruht.

Gott! wir loben dich…

Ob auch der Feind ihm dräue,

Anstürmt der Hölle Macht:

Des Heilands Lieb’ und Treue

Auf seinen Zinnen wacht.

Gott! wir loben dich…

Dem Sohne steht zur Seite

Die reinste der Jungfraun;

Um sie drängt sich zum Streite

Die Kriegsschaar voll Vertraun.

Gott! wir loben dich…

Viel Tausend schon vergossen

Mit heil’ger Lust ihr Blut;

Die Reihn stehn fest geschlossen

In hohem Glaubensmuth.

Gott! wir loben dich…

Auf! eilen liebentzündet

Auch wir zum heil’gen Streit;

Der Herr, der ’s Haus gegründet,

Uns ew’gen Sieg verleiht.

Gott! wir loben dich…